# Stazione di Cellole-Fasani
La stazione di Cellole-Fasani era una stazione ferroviaria posta sulla ferrovia Sparanise-Gaeta. Era a servizio dei comuni di Cellole e Sessa Aurunca (Fasani è una frazione sessana).

## Storia
La stazione, situata a 4 km sia da Cellole che da Fasani, venne inaugurata il 3 maggio 1892 insieme alla linea ferroviaria Sparanise-Gaeta.
Durante le ultime fasi della seconda guerra mondiale, nel 1944, la stazione fu abbattuta e mai ripristinata perché fu scelto un nuovo percorso per la ricostruzione delle infrastrutture ferroviarie tra Minturno e Sessa Aurunca, sul quale Cellole era servita dalla fermata di Cellole-Santa Fè (anche nota come Bivio Cellole). Al suo posto ora sorge un prato, nel quale è ancora visibile il sentiero che ricalca il tracciato della vecchia ferrovia.